# Golden Futsal Team
Il Golden Futsal Team è una squadra di calcio a 5 finlandese fondata nel 2002 ad Espoo, che milita nel campionato finlandese di calcio a 5.
Si tratta di una delle squadre più titolate di Finlandia, nella stagione 2007-08 ha vinto il suo secondo titolo nazionale e successivamente la sua seconda supercoppa. L'anno successivo ha bissato il titolo finlandese.

## Rosa 2009-2010
| N. |                      | Ruolo | Calciatore        |
| -- | -------------------- | ----- | ----------------- |
| 1  | Finlandia (bandiera) | G     | John Lindström    |
| 2  | Finlandia (bandiera) | G     | Panu Autio        |
| 4  | Finlandia (bandiera) | G     | Teemu Terho       |
| 7  | Finlandia (bandiera) | G     | Jani Modig        |
| 8  | Finlandia (bandiera) | G     | Jukka Lottonen    |
| 9  | Finlandia (bandiera) | G     | Pekka Sihvola     |
| 10 | Finlandia (bandiera) | G     | Henrik Henriksson |

| N. |                      | Ruolo | Calciatore      |
| -- | -------------------- | ----- | --------------- |
| 11 | Finlandia (bandiera) | G     | Lasse Lind      |
| 12 | Finlandia (bandiera) | G     | Mikko Haapanen  |
| 14 | Finlandia (bandiera) | G     | Ville Spangar   |
| 15 | Finlandia (bandiera) | G     | Pekko Rosenberg |
| 19 | Finlandia (bandiera) | G     | Risto Salmi     |
| 21 | Finlandia (bandiera) | G     | Ville Lindgren  |
| 88 | Finlandia (bandiera) | G     | Matias Sarelius |

## Palmarès
- Campionato finlandese: 3
2002-2003, 2007-2008, 2008-2009
- Coppa di Finlandia: 4
2004-2005, 2006-2007, 2013-2014, 2015-2016